# Beatriz Robles Gutiérrez
Beatriz Silvia Robles Gutiérrez es una política e ingeniera mexicana, miembro del partido Movimiento Regeneración Nacional (Morena). Se desempeñó como diputada federal de 2018 a 2021. Actualmente, Senadora de la República por el Estado de Querétaro.

## Biografía
Es ingeniera en Alimentos por la Universidad Autónoma Metropolitana (UAM) y maestra en Administración área Alta Dirección por la Escuela Bancaria y Comercial. Tiene estudios de diplomado en Mercadotecnia por la Universidad Nacional Autónoma de México (UNAM) y otro de Profesor de Español para Extranjeros.
Desarrolló su carrera profesional como empresaria y profesionista independiente y directiva y gerente en sectores de los alimentos, farmacéutico y energías renovables. De 1989 a 1990 fue inspectora de calidad en Grupo Jumex; de 1990 a 1991 jefa de producción y de 1991 a 1992 fefa de Calidad, ambas en Panificación Alcatraz; y, de 1992 a 1998 fue gerente de productos en 3M México. De 2006 a 2010 fue directora de Proyectos en Terrafix GmBH Alemania y de 2010 a 2018 fue directora general en Terrafix México.
En las elecciones de 2018 fue postulada candidata de la coalición Juntos Haremos Historia a diputada federal por el Distrito 3 de Querétaro. Logró el triunfo en la elección, al recibir el 39.26% de los votos, y pasó a representar al distrito 3 en la LXIV Legislatura de dicho año a 2021. En la Cámara de Diputados fue secretaria de la comisión de Relaciones Exteriores; así como integrante de las comisiones de Ciencia, Tecnología e Innovación; de Energía; y, de Transparencia y Anticorrupción.
En el proceso electoral de 2021 fue postulada candidata a la reelección por el mismo distrito electoral, pero no logró la victoria al recibir el 34.35% de los votos, frente al 46.12% del ganador, el candidato del PAN Ignacio Loyola Vera. En 2024, es postulada candidata a Senadora por Querétaro en primera fórmula, acompañada en segunda por Santiago Nieto Castillo.
Aunado a sus actividades como legisladora funge como Presidenta de la Comisión Parlamentaria Mixta México - UE, Secretaria de la Comisión de Energía y la Comisión de Relaciones Exteriores, Europa. Integrante de la Comisión de Educación y la Comisión de Infraestructura Ferroviaria. 